# Тайм
Тайм (от англ. time — время) — период (половина или треть) основного времени матча в ряде игровых командных видов спорта:
- в гандболе — длительность 30 минут;
- в регби — длительность 40 минут;
- в футболе — длительность 45 минут — см. продолжительность игры (футбол);
- в хоккее с мячом — длительность 45 минут.

Используется также в переносном смысле, например:
- «третий тайм»
- «Первый тайм мы уже отыграли» — строчка из песни «Как молоды мы были» (слова Николая Добронравова, музыка Александры Пахмутовой) из кинофильма «Моя любовь на третьем курсе» (1976); иносказательно употребляется (иронически) о безвозвратно ушедшем времени[1].